# ウォークスルー

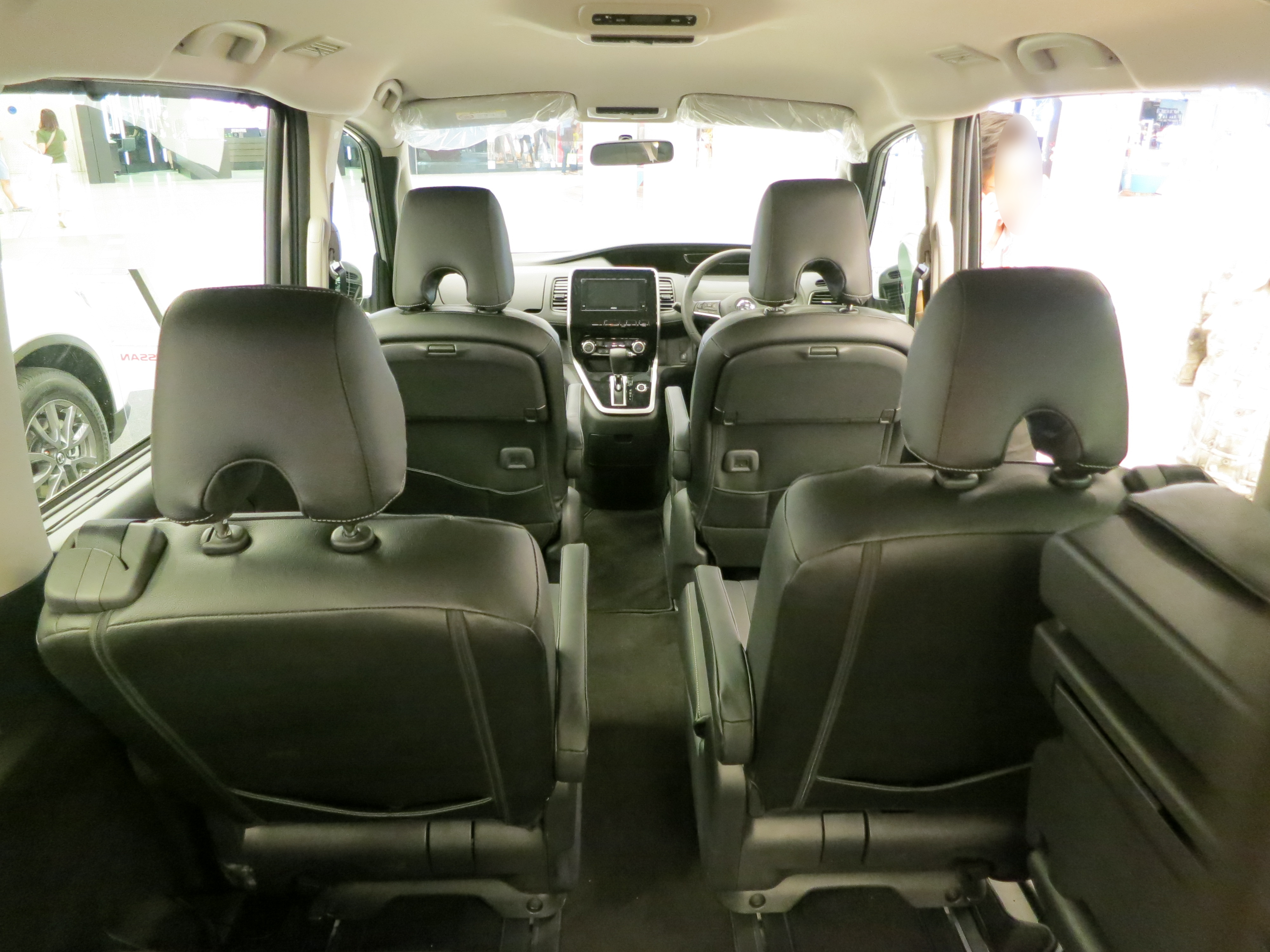
ウォークスルーのミニバン（日産・セレナ）

乗用車におけるウォークスルー（walk through）とは運転席と助手席、前席と後席の間で車内を移動できる仕組みである。
リアエンジン方式ならではの、低く平らな床構造を生かした、初代のフォルクスワーゲン・タイプ2（T1）などの例がある。商用車では立ったままの姿勢で荷室まで移動できるものもある。
シフトレバーをインパネやステアリングコラムに設置したり、パーキングブレーキをステッキ式や足踏み式、運転席のドア側（外より）に設置することで、楽に移動できるようになっている。アメリカ製のSUV・ピックアップトラック・セダン、さまざまな状況下での利便性が求められるミニバンや商用車、タクシーに使われることが多いセダンなどに多く採用されている。